# Bzenec
Bzenec är en stad i Tjeckien.   Den ligger i regionen Södra Mähren, i den sydöstra delen av landet, 240 km sydost om huvudstaden Prag. Bzenec ligger 188 meter över havet och antalet invånare är 4 315.
Terrängen runt Bzenec är huvudsakligen platt, men åt nordost är den kuperad. Runt Bzenec är det tätbefolkat, med 257 invånare per kvadratkilometer. Närmaste större samhälle är Hodonín, 16,9 km sydväst om Bzenec. Trakten runt Bzenec består till största delen av jordbruksmark.